# Jorge Novak

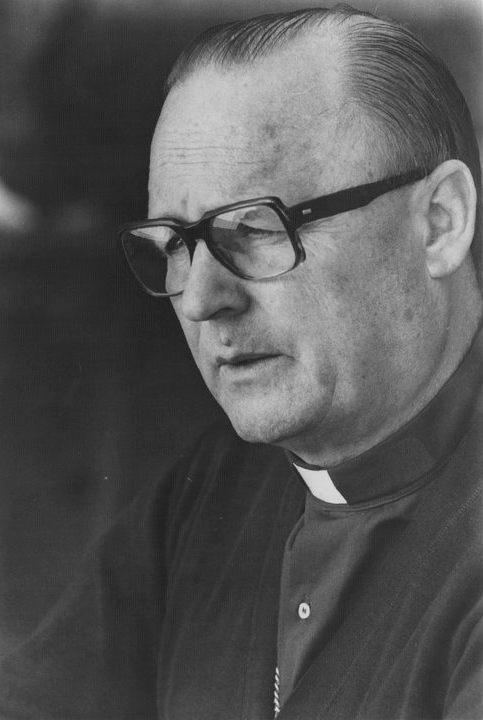
Jorge Novak

Jorge Novak SVD (* 29. Januar 1928 in San Miguel Arcángel; † 9. Juli 2001) war römisch-katholischer Bischof von Quilmes.

## Leben
Jorge Novaks Eltern, Georg Novak und Christina Prediger, waren als Wolgadeutsche aus dem Russischen Kaiserreich nach Argentinien ausgewandert; so wuchs ihr Sohn zweisprachig auf, mit Deutsch und Spanisch. Ab 1939 besuchte er das Kleine Seminar der Steyler Missionare in Rafael Calzada bei Buenos Aires. 1947 trat der Ordensgemeinschaft der Steyler Missionare bei. Am 10. Januar 1954 empfing er die Priesterweihe. Anschließend studierte er Kirchengeschichte an der Gregoriana in Rom; 1958 wurde er zum Dr. theol. promoviert. Nach seiner Rückkehr nach Argentinien war er zunächst Dozent am Priesterseminar der Steyler Missionare in Rafael Calzada, dann dessen Rektor. 1972 wurde er Provinzial der Steyler Missionare für das mittlere und südliche Argentinien.
Papst Paul VI. ernannte ihn am 7. August 1976 zum ersten Bischof des neuerrichteten Bistums Quilmes. Der Apostolische Nuntius in Argentinien, Erzbischof Pio Laghi, spendete ihm am 19. September desselben Jahres die Bischofsweihe; Mitkonsekratoren waren Jorge Kémérer SVD, Bischof von Posadas, und Antonio Quarracino, Bischof von Avellaneda. Auf einer Reise nach Costa Rica erkrankte er schwer am Guillain-Barré-Syndrom und war zeitweilig fast bewegungsunfähig; gesundete jedoch wieder.
Jorge Novak war einer der wenigen mutigen argentinischen Bischöfe, die die Verbrechen der Militärdiktatur anprangerten. Immer wieder verlangte er von der herrschenden Junta Antwort auf die Frage nach dem Schicksal der „Verschwundenen“. Seine Mitbrüder, die auf der Seite der Militärdiktatur standen, nannten ihn deshalb den „roten Bischof“. Novak war Mitbegründer der Ökumenischen Menschenrechtsbewegung (Movimiento Ecuménico de los Derechos Humanos, MEDH) in Argentinien.